# Antonio Morales de la Peña
Antonio Morales de la Peña (Colima, Colima, 1 de noviembre de 1971). Es un político mexicano, miembro del Partido Acción Nacional, ha sido diputado federal y desde 2006 es procurador federal del Consumidor.
Es licenciado en Derecho por el Instituto Tecnológico y de Estudios Superiores de Occidente, estudios de postgrado en la Universidad Nacional Autónoma de México y tiene una maestría en Política y Gobierno en la Universidad Anáhuac.
Ha ocupado los cargos de Director Jurídico de la bancada del PAN en el Senado durante las legislaturas LVI y LVII, en 1999 es nombrado secretario del Ayuntamiento de Villa de Álvarez, Colima y en 2000 es electo diputado al Congreso de Colima y en 2003 diputado federal por el I Distrito Electoral Federal de Colima a la LIX Legislatura, ante la anulación de las Elecciones de 2003 para gobernador y la celebración de Elecciones extraordinarias en diciembre de ese año, fue candidato a gobernador por la Alianza "Todos por Colima", formada por el PAN, el PRD y Asociación por la Democracia Colimense, no obteniendo el triunfo, y en 2006 fue candidato a presidente municipal de Colima.
En diciembre de 2006 el presidente Felipe Calderón Hinojosa lo nombró procurador federal del Consumidor.